# Ignaz Schiffermüller
Johann Ignaz (Ignaz) Schiffermüller (Hellmonsödt, 2 oktober 1727 - Linz, 21 juni 1806) was een Oostenrijks zoöloog, met name entomoloog.
Samen met Michael Denis verzamelde en classificeerde hij de vlinders uit Wenen en omgeving. Ze publiceerden hun bevindingen in 1775 in het werk Systematische Verzeichnis der Schmetterlinge der Wienergegend, uitgegeven door een aantal docenten aan de Theresiaanse academie. De vlinderverzameling in het Kaiserlichen Hof-Naturalienkabinett, die de typen van hun namen omvatte, ging verloren bij een brand in 1848.
De Ignaz-Schiffermüller-Medaille, voor een belangrijk monografisch werk met nadruk op taxonomie en zoögeografie, is naar hem vernoemd.
Ignaz Schiffermüller was in 1772 ook de eerste die op het idee kwam van complementaire kleuren.

## Werken
- 1772. Ordnung der Farbenklasse. Wenen
- 1775. Systematisches Verzeichnis der Schmetterlinge der Wienergegend. Wenen; BSB

- Bibliothèque nationale de France: cb12114805q (data)
- Stuttgart Database of Scientific Illustrators 1450–1950: 10477
- Gemeinsame Normdatei: 119272687
- International Standard Name Identifier: 0000 0000 5335 425X
- Library of Congress Control Number: nr2005005058
- Nationale Bibliotheek van Israël: 987007293258205171
- Nederlandse Thesaurus van Auteursnamen: 133624269
- Virtual International Authority File: 51721667
- WorldCat: E39PBJcKFdFJBVqJd9PJWKmGHC